# Czechy na Zimowych Igrzyskach Olimpijskich 2010

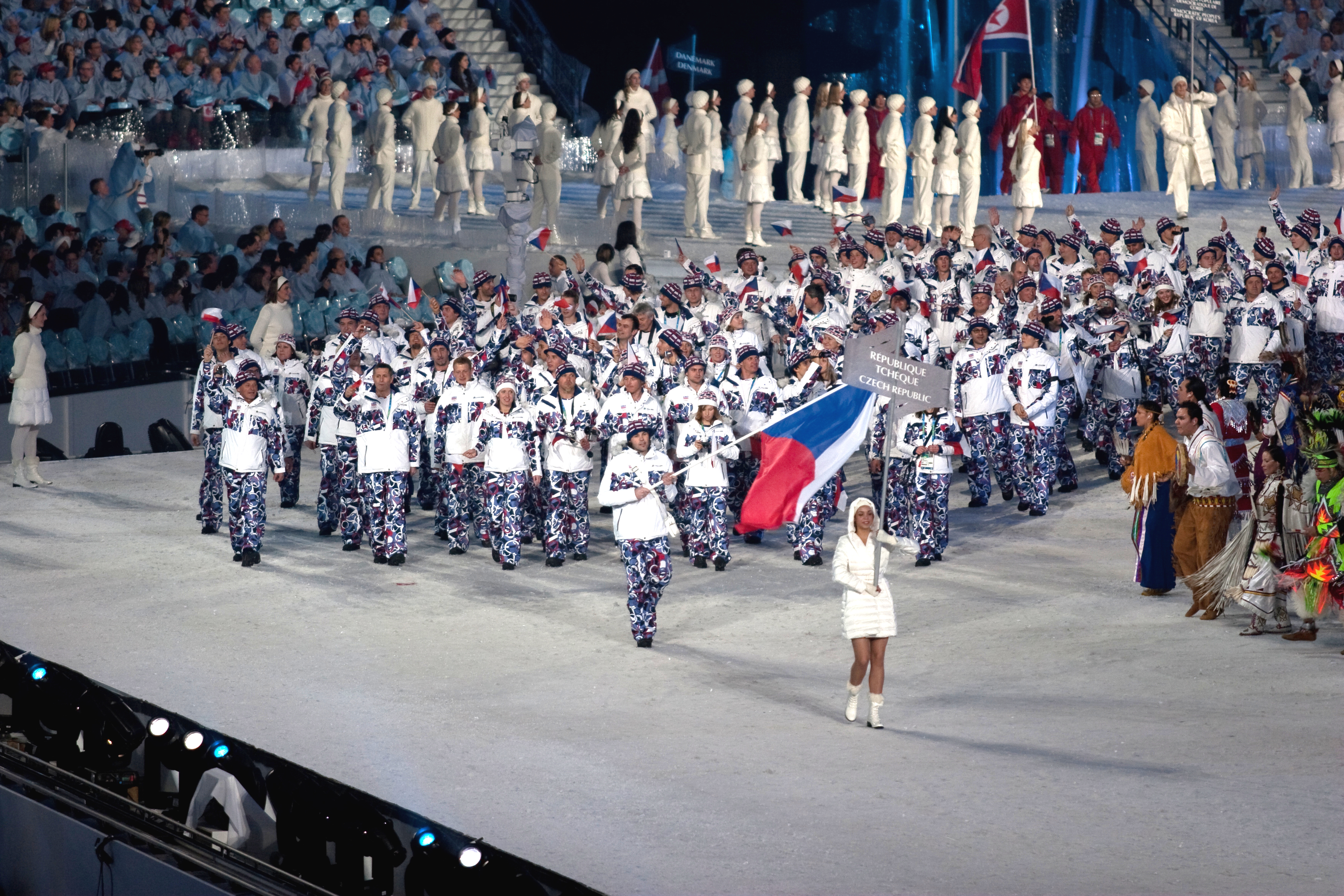
Reprezentacja Czech podczas uroczystości otwarcia igrzysk

Czechy na Zimowych Igrzyskach Olimpijskich 2010 reprezentowało dziewięćdziesięciu trzech zawodników.

## Zdobyte medale
| Medal | Zawodnik                                         | Dyscyplina            | Konkurencja                   | Rezultat  |
| ----- | ------------------------------------------------ | --------------------- | ----------------------------- | --------- |
| Złoto | Martina Sáblíková                                | Łyżwiarstwo szybkie   | 3 000 m                       | 4:02.53   |
| Złoto | Martina Sáblíková                                | Łyżwiarstwo szybkie   | 5 000 m                       | 6:50.91   |
| Brąz  | Martina Sáblíková                                | Łyżwiarstwo szybkie   | 1 500 m                       | 1:57.96   |
| Brąz  | Šárka Záhrobská                                  | Narciarstwo alpejskie | Slalom                        | 1:43.90   |
| Brąz  | Lukáš Bauer                                      | Biegi narciarskie     | Bieg na 15 km stylem dowolnym | 34:12,0   |
| Brąz  | Martin Jakš Lukáš Bauer Jiří Magál Martin Koukal | Biegi narciarskie     | Sztafeta                      | 1:45:21,9 |

## Wyniki reprezentantów Czech

### Narciarstwo alpejskie
Kobiety
- Šárka Záhrobská
  - Zjazd - 27. miejsce
  - Gigant slalom - nie ukończyła
  - Slalom - 
  - Kombinacja - 7. miejsce

- Klára Křížová
  - Zjazd - 37. miejsce
  - Super gigant - 29. miejsce

- Petra Zakouřilová
  - Gigant slalom - nie ukończyła
  - Slalom - nie ukończyła

Mężczyźni
- Ondřej Bank
  - Zjazd - 30. miejsce
  - Gigant slalom - 17. miejsce
  - Slalom - 11. miejsce
  - Kombinacja - 7. miejsce

- Kryštof Krýzl
  - Zjazd - 40. miejsce
  - Gigant slalom - 23. miejsce
  - Slalom - nie ukończył
  - Kombinacja - 17. miejsce

- Filip Trejbal
  - Zjazd - 57. miejsce
  - Gigant slalom - 39. miejsce
  - Slalom - nie ukończył
  - Kombinacja - 28. miejsce

- Martin Vráblík
  - Super gigant - nie ukończył
  - Gigant slalom - nie ukończył
  - Slalom - nie ukończył
  - Kombinacja - 31. miejsce

- Petr Záhrobský
  - Zjazd - 36. miejsce
  - Super gigant - 34. miejsce

### Biathlon
Kobiety
- Magda Rezlerová
  - Sprint - 19. miejsce
  - Bieg pościgowy - 32. miejsce
  - Bieg indywidualny - 64. miejsce

- Gabriela Soukalová
  - Bieg indywidualny - 60. miejsce

- Zdeňka Vejnarová
  - Sprint - 60. miejsce
  - Bieg pościgowy - 55. miejsce
  - Bieg indywidualny - 55. miejsce

- Veronika Vítková
  - Sprint - 24. miejsce
  - Bieg pościgowy - 37. miejsce
  - Bieg indywidualny - 68. miejsce

- Veronika Zvařičová
  - Sprint - 71. miejsce

- Magda Rezlerová, Veronika Vítková, Zdeňka Vejnarová, Gabriela Soukalová
  - Sztafeta - 16. miejsce

Mężczyźni
- Roman Dostál
  - Bieg indywidualny - 35. miejsce

- Ondřej Moravec
  - Sprint - 67. miejsce

- Michal Šlesingr
  - Sprint - 18. miejsce
  - Bieg pościgowy - 29. miejsce
  - Bieg masowy - 16. miejsce
  - Bieg indywidualny - 17. miejsce

- Jaroslav Soukup
  - Sprint - 52. miejsce
  - Bieg pościgowy - 51. miejsce
  - Bieg indywidualny - 30. miejsce

- Zdeněk Vítek
  - Sprint - 28. miejsce
  - Bieg pościgowy - 38. miejsce
  - Bieg indywidualny - 67. miejsce

- Michal Šlesingr, Roman Dostál, Jaroslav Soukup, Zdeněk Vítek
  - Sztafeta - 7. miejsce

### Bobsleje
Mężczyźni
- Ivo Danilevič, Jan Stokláska
  - Dwójki - 13. miejsce

- Ivo Danilevič, Jan Stokláska, Jan Kobián, Dominik Suchý
  - Czwórki - 12. miejsce

- Martin Bohman, Ondřej Kozlovský, Miloš Veselý, Jan Vrba
  - Czwórki - 16. miejsce

### Biegi narciarskie
Kobiety
- Ivana Janečková
  - Bieg indywidualny na 10 km - 32. miejsce
  - Bieg masowy na 30 km - 40. miejsce

- Eva Nývltová
  - Sprint indywidualny - 33. miejsce
  - Bieg indywidualny na 10 km - 54. miejsce
  - Bieg masowy na 30 km - 29. miejsce
  - Bieg łączony na 15 km - 50. miejsce

- Kamila Rajdlová
  - Bieg indywidualny na 10 km - 25. miejsce
  - Bieg łączony na 15 km - 23. miejsce

- Eva Skalníková
  - Bieg masowy na 30 km - 47. miejsce

- Ivana Janečková, Eva Nývltová, Kamila Rajdlová, Eva Skalníková
  - Sztafeta 4 x 5 km - 12. miejsce

Mężczyźni
- Lukáš Bauer
  - Bieg indywidualny na 15 km - 
  - Bieg masowy na 50 km - 12. miejsce
  - Bieg łączony na 30 km - 7. miejsce

- Martin Jakš
  - Bieg indywidualny na 15 km - 29. miejsce
  - Bieg łączony na 30 km - 27. miejsce

- Martin Koukal
  - Bieg indywidualny na 15 km - 18. miejsce
  - Bieg łączony na 30 km - nie ukończył

- Dušan Kožíšek
  - Sprint indywidualny - 15. miejsce

- Jiří Magál
  - Bieg masowy na 50 km - 29. miejsce
  - Bieg łączony na 30 km - 38. miejsce

- Aleš Razým
  - Sprint indywidualny - 44. miejsce

- Milan Šperl
  - Bieg indywidualny na 15 km - 43. miejsce

- Lukáš Bauer, Martin Jakš, Martin Koukal, Jiří Magál
  - Sztafeta 4 x 10 km -

### Łyżwiarstwo figurowe
Mężczyźni
- Michal Březina
  - Singiel - 10. miejsce

- Tomáš Verner
  - Singiel - 19. miejsce

Pary
- David Vincour, Kamila Hájková
  - Taniec na lodzie - 21. miejsce

### Narciarstwo dowolne
Kobiety
- Martina Konopová
  - Skicross - 21. miejsce

- Nikola Sudová
  - Jazda po muldach - 16. miejsce

- Šárka Sudová
  - Jazda po muldach - 25. miejsce

- Tereza Vačuliková
  - Jazda po muldach - 27. miejsce

Mężczyźni
- Tomáš Kraus
  - Skicross - 11. miejsce

- Zdeněk Šafář
  - Skicross - nie ukończył

- Lukáš Vaculík
  - Jazda po muldach - 26. miejsce

### Hokej na lodzie
| Imię i nazwisko   |
| ----------------- |
| Mężczyźni         |
| Ondřej Pavelec    |
| Jakub Štěpánek    |
| Tomáš Vokoun      |
| Miroslav Blaťák   |
| Jan Hejda         |
| Tomáš Kaberle     |
| Filip Kuba        |
| Pavel Kubina      |
| Zbyněk Michálek   |
| Roman Polák       |
| Marek Židlický    |
| Petr Čajánek      |
| Roman Červenka    |
| Patrik Eliáš      |
| Martin Erat       |
| Tomáš Fleischmann |
| Martin Havlát     |
| Jaromír Jágr      |
| David Krejčí      |
| Milan Michálek    |
| Tomáš Plekanec    |
| Tomáš Rolinek     |
| Josef Vašíček     |
| Zajęli 7. miejsce |

### Saneczkarstwo
Mężczyźni
- Jakub Hyman
  - Jedynki 28. miejsce

- Ondřej Hyman
  - Jedynki 25. miejsce

- Luboš Jíra, Matěj Kvíčala
  - Dwójki - 18. miejsce

### Kombinacja norweska
Mężczyźni
- Pavel Churavý
  - Skoki na normalnej skoczni/Bieg na 10 km - 12. miejsce
  - Skoki na dużej skoczni/Bieg na 10 km - 5. miejsce

- Miroslav Dvořák
  - Skoki na normalnej skoczni/Bieg na 10 km - 20. miejsce
  - Skoki na dużej skoczni/Bieg na 10 km - 25. miejsce

- Tomáš Slavík
  - Skoki na normalnej skoczni/Bieg na 10 km - 39. miejsce
  - Skoki na dużej skoczni/Bieg na 10 km - 28. miejsce

- Aleš Vodseďálek
  - Skoki na normalnej skoczni/Bieg na 10 km - 44. miejsce
  - Skoki na dużej skoczni/Bieg na 10 km - 34. miejsce

- Pavel Churavý, Miroslav Dvořák, Tomáš Slavík, Aleš Vodseďálek
  - Drużynowo - 8. miejsce

### Short track
Kobiety
- Kateřina Novotná
  - 500 m - 12. miejsce
  - 1 000 m - 28. miejsce
  - 1 500 m - 19. miejsce

### Skoki narciarskie
Mężczyźni
- Martin Cikl
  - skocznia duża indywidualnie - 41. miejsce

- Antonín Hájek
  - Skocznia normalna indywidualnie - 21. miejsce
  - Skocznia duża indywidualnie - 7. miejsce

- Lukáš Hlava
  - Skocznia normalna indywidualnie - 38. miejsce

- Jakub Janda
  - Skocznia normalna indywidualnie - 14. miejsce
  - Skocznia duża indywidualnie - 17. miejsce

- Roman Koudelka
  - Skocznia normalna indywidualnie - 12. miejsce
  - Skocznia duża indywidualnie - 23. miejsce

- Antonín Hájek, Lukáš Hlava, Jakub Janda, Roman Koudelka
  - Skocznia duża drużynowo - 7. miejsce

### Snowboard
Mężczyźni
- David Bakeš
  - Snowcross - 32. miejsce

- Michal Novotný
  - Snowcross - 16. miejsce

- Petr Šindelář
  - Równoległy slalom gigant - 28. miejsce

Kobiety
- Šárka Pančochová
  - Halfpipe - 14. miejsce

- Zuzana Doležalová
  - Równoległy slalom gigant - 22. miejsce

### Łyżwiarstwo szybkie
Kobiety
- Karolína Erbanová
  - 500 m - 23. miejsce
  - 1 000 m - 12. miejsce
  - 1 500 m - 25. miejsce

- Martina Sáblíková
  - 1 500 m - 
  - 3 000 m - 
  - 5 000 m -